# Tahir Salahov
Tahir Salahov (plným jménem: Tahir Teymur oğlu Salahov; 29. listopadu 1928 Baku – 21. května 2021) byl ázerbájdžánský a sovětský malíř. Stal se jedním z předních představitelů takzvaného „tvrdého stylu“ (rusky: „суровый стиль“), trendu v sovětském umění 60. let, který postavil tvrdý, publicistický, realistický pohled na svět proti ceremoniální „vyleštěné realitě“ stalinské éry. Typickým je v tomto smyslu například jeho série pláten zachycujících naftaře nebo portréty Kary Karajeva a Dmitrije Šostakoviče, které se vyznačují absencí idealizace. Salahov za tím účelem zvolil střídmou paletu kontrastních červených, černých, světle a tmavě šedých tónů. Jeho pozdější díla jsou mírumilovnější a lyričtější, jako například Portrétu vnuka Dana z roku 1983 (Ázerbájdžánská národní galerie), kde je kompozice a barevnost podřízena tradici východních středověkých miniatur. Mnoho z jeho nejúspěšnějších děl je spojeno s jeho dojmy ze zahraničí (např. Mexická korida z roku 1969). Vytvářel také expresivní kresby a scénické návrhy.
Jeho otec Teymur Salahov se stal obětí stalinských represí. Během velké čistky v roce 1937 byl zatčen a krátce poté popraven. Jeho matka Soňa poté sama vychovávala čtyři děti. Rodina se o otcově smrti dozvěděla až v roce 1956, po Stalinově smrti. Tahir vystudoval na Azimzadově umělecké koleji v Baku (1945–1950) a poté na Surikovově moskevském uměleckém ústavu (1951–1957). V roce 1973 byl jmenován národním umělcem Sovětského svazu. V letech 1973–1992 vedl Svaz umělců SSSR. Byl člene ústředního výboru Komunistické strany Sovětského svazu a Nejvyššího sovětu SSSR. V roce 1997 byl zvolen místopředsedou Ruské akademie umění. V roce 1998 byl jmenován akademikem Národní akademie umění Kyrgyzské republiky.
Jeho nejvýznamnější díla dnes vlastní Ázerbájdžánská národní galerie v Baku a Treťjakovská galerie v Moskvě.